# Ulica Wileńska w Raciborzu
Ulica Wileńska (dawn. niem. Hohenzollernstraße, późn. Roosevelta, Fornalskiej) – ulica w Raciborzu o długości 415 m w dzielnicy Nowe Zagrody. Została wytyczona w 1903 roku. Rozpoczyna się od skrzyżowania z ulicą Browarną i Wojska Polskiego, a kończy na skrzyżowaniu z ulicą Lwowską i Warszawską. Znajduje się przy niej kilka eklektycznych kamienic, bloków mieszkalnych, kompleks boisk Orlik 2012, budynek administracyjny Spółdzielni Mieszkaniowej Nowoczesna, Cech Rzemiosł Różnych, urząd stanu cywilnego, Zespół Szkół Budowlanych i Rzemiosł Różnych, Zespół Szkół Zawodowych, Państwowa Szkoła Muzyczna I stopnia, a także budynek należący do raciborskiej Państwowej Wyższej Szkoły Zawodowej, nazywany „Słoneczkiem”. Dawniej mieścił się przy niej także kościół ewangelicki.

## Historia
Ulicę wytyczono w 1903 roku, prawdopodobnie pod wpływem parafii ewangelickiej, która zamierzała na przyległych do niej gruntach wybudować swój kościół. Świątynia ta, wraz z budynkiem plebanii i domem parafialnym, została wybudowana w latach 1909–1911. Nowej ulicy nadano nazwę Hohenzollernstraße (od panującego wówczas cesarskiego rodu Hohenzollernów). W 1934 roku oddano do użytku budynek dzisiejszego Zespołu Szkół Budowlanych i Rzemiosł Różnych. Wcześniej, bo w 1900 roku, powstał budynek Zespołu Szkół Zawodowych. Kamienice znajdujące się przy ulicy pochodzą z przełomu XIX i XX wieku. W latach 30. XX wieku powstał także budynek służący dziś PWSZ, zwany popularnie „Słoneczkiem”. Na planie miasta z 1924 roku ulica kończyła się przy ulicy Bukowej, nieco dalej niż dzisiaj, prowadząc do tzw. łaźni Keila. Obecnie odcinek od ulicy Lwowskiej do Bukowej jest fragmentem ulicy Warszawskiej. Po II wojnie światowej ulicę nazwano imieniem Franklina Delano Roosevelta, wkrótce jednak zmieniono nazwę na „Fornalskiej” (od Małgorzaty Fornalskiej). Ulicę często błędnie nazywano wtedy „Fornalską”. W okresie PRL rozebrano kościół ewangelicki, a także wybudowano kilka bloków mieszkalnych. W latach 1973–1978 częściowo w miejscu dawnego kościoła postawiono gmach Państwowej Szkoły Muzycznej I stopnia. W roku 1992, w ramach akcji zmieniania nazw pod wpływem przemiany ustrojowej, zmieniono nazwę ulicy na Wileńską (od Wilna). W 2002 roku skrzyżowanie z ulicą Ogrodową przebudowano na niewielkie rondo, w związku z częstymi stłuczkami i wypadkami, do jakich na nim dochodziło. W 2010 roku oddano do użytku kompleks boisk wybudowany w ramach projektu Orlik 2012.

### Dawny kościół ewangelicki

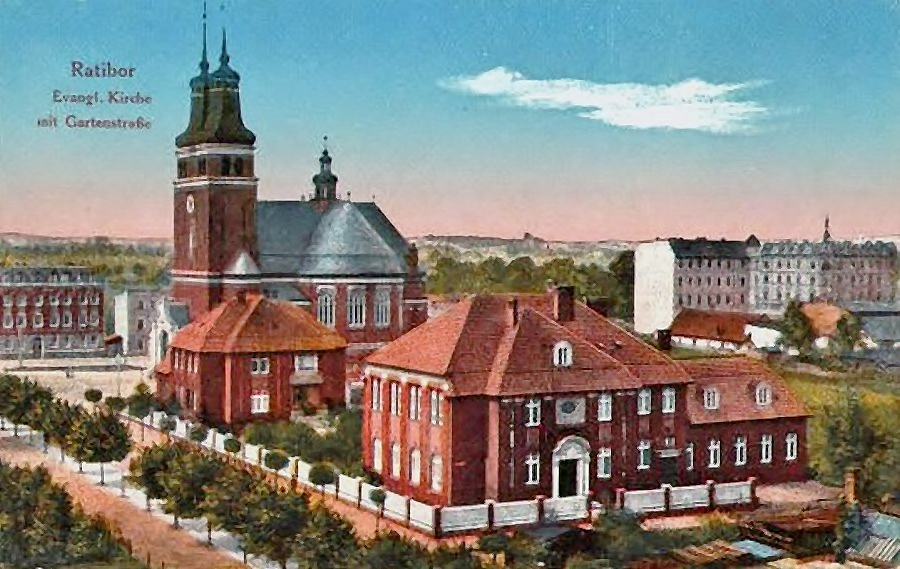
Kościół na starej pocztówce z początku XX wieku. W dolnej części widoczny również budynek plebanii oraz dom parafialny

Na rogu ulic Wileńskiej i Ogrodowej, w miejscu dzisiejszej Państwowej Szkoły Muzycznej I stopnia, niegdyś stał kościół ewangelicki. Była to świątynia luteran wyznania augsburskiego. Została wybudowana w latach 1909–1911 według projektu architekta Jürgena Krögera. Podczas II wojny światowej nie uległa większym zniszczeniom, jednak po wojnie powoli niszczała i w latach 60. XX wieku została rozebrana. Do dziś zachował się jedynie budynek plebanii, w którym znajduje się urząd stanu cywilnego oraz dom parafialny, mieszczący Cech Rzemiosł Różnych oraz inne instytucje.
W latach międzywojennych kościół był jednym z symboli miasta. Od strony frontowej posiadał dwie wieże w stylu barokowym, których hełmy pokryte były miedzianą blachą. Owalna część centralna pokryta była wspartą na czterech kolumnach kopułą. Mury kościoła wykonane były z czerwonej cegły klinkierowej. Jego długość wynosiła 44,5 m, szerokość 30 m, a wysokość wież wraz z krzyżami 51 m. Kopuła wznosiła się na wysokość 17 m. Wejście, prowadzące przez wykonany z piaskowca portal, prowadziło od strony ulicy Wileńskiej. Wewnątrz ściany były tynkowane na szaro i zdobione złoceniami. Przedłużeniem portalu był obszerny przedsionek, nad którym znajdował się chór muzyczny. W prezbiterium umieszczony był ołtarz przeniesiony z kościoła św. Ducha, gdzie wcześniej mieściła się świątynia ewangelików, wyposażony jednak w nowy obraz autorstwa prof. Eduarda Kaempffera. Na witrażach przedstawiono sceny z Nowego Testamentu.

## Przebieg

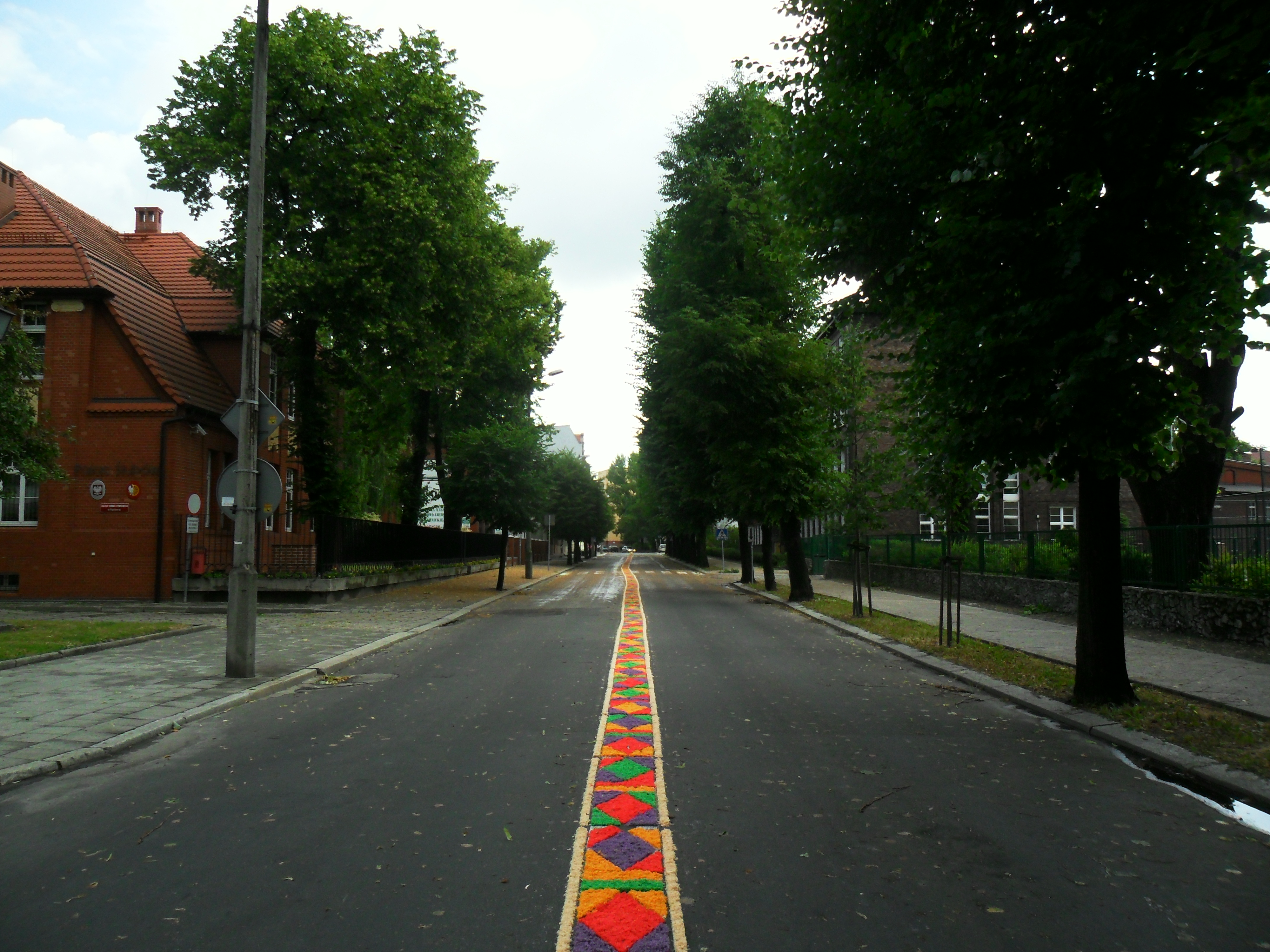
Ulica Wileńska – na zdjęciu tradycyjny dywan kwiatowy ułożony w Boże Ciało

Ulica rozpoczyna się na skrzyżowaniu z ulicami Browarną i Wojska Polskiego. Po zachodniej stronie, przy ulicy Wojska Polskiego 15, na rogu skrzyżowania, znajduje się kamienica z apteką „Centrum” na parterze. Po drugiej stronie znajduje się blok mieszkalny. Następnie po stronie wschodniej położony jest budynek Zespołu Szkół Budowlanych i Rzemiosł Różnych. Naprzeciw niego stoi budynek administracyjny Spółdzielni Mieszkaniowej Nowoczesna. Obok znajduje się dawny dom parafii ewangelickiej, wykorzystywany przez Cech Rzemiosł Różnych oraz inne instytucje. Przed nim, prostopadle do Wileńskiej, biegnie krótka ulica Kilińskiego. Za domem stoi dawna plebania, obecnie urząd stanu cywilnego. Za plebanią, na rogu Wileńskiej i Ogrodowej, stał niegdyś kościół ewangelicki. W jego miejsce w latach 70. XX wieku zbudowano Państwową Szkołę Muzyczną I stopnia. Po drugiej stronie znajduje się budynek Zespołu Szkół Zawodowych. Pomiędzy Zespołem Szkół Zawodowych a Zespołem Szkół Budowlanych i Rzemiosł Różnych znajduje się kompleks boisk wybudowany w ramach projektu Orlik 2012. Za rondem z ulicą Ogrodową, po wschodniej stronie, stoją trzy bloki mieszkalne, zorientowane prostopadle do biegu ulicy, a po przeciwnej stronie jeden blok, usytuowany wzdłuż jej biegu i przystawiony do rzędu kamienic, który ciągnie się aż do skrzyżowania z ulicami Lwowską i Warszawską. Przy skrzyżowaniu, naprzeciwko kamienicy, znajduje się budynek wykorzystywany dziś przez PWSZ, zwany popularnie „Słoneczkiem”.
Ulica jest oświetlona za pomocą latarni znajdujących się po jednej (północno-zachodniej) stronie ulicy. Jezdnia ma nawierzchnię asfaltową o szerokości 7,4–8 m, z czego 2 m przeznaczone jest na ścieżkę rowerową powstałą po remoncie w 2013 roku. Po obu stronach ulicy rosną drzewa, z dwóch stron ułożone są również chodniki z płyt chodnikowych. Skrzyżowania oraz rondo pozbawione są sygnalizacji świetlnej. Przejścia dla pieszych zlokalizowano w sześciu miejscach: przy skrzyżowaniu z ulicami Lwowską i Warszawską, dwa przy rondzie z ulicą Ogrodową, przed wejściem od strony południowej na teren Zespołu Szkół Budowlanych i Rzemiosł Różnych, pomiędzy wejściem od strony północnej na teren Zespołu Szkół Budowlanych i Rzemiosł Różnych a skrzyżowaniem z ulicą Kilińskiego i ostatnie przy skrzyżowaniu z ulicami Wojska Polskiego i Browarną.

## Architektura
Przy ulicy Wileńskiej znajduje się pięć bloków mieszkalnych, cztery budynki należące do różnych szkół, budynek administracyjny SM Nowoczesna, budynki dawnej plebanii i domu parafii ewangelickiej oraz kamienice: na rogu skrzyżowania z ulicą Wojska Polskiego eklektyczna kamienica z elementami neobarokowymi, powstała w okresie 1880–1900, a także rząd przyległych do siebie eklektycznych kamienic z elementami secesyjnymi, pod nieparzystymi numerami 13–21, wybudowanych przez firmę Georga Lüthge w latach 1906–1910 według projektu architekta Bruno Woltera. Wśród tych obiektów wskazane do ujęcia w gminnej ewidencji zabytków przez Śląskiego Wojewódzkiego Konserwatora Zabytków są budynki: Zespołu Szkół Zawodowych, Zespołu Szkół Budowlanych i Rzemiosł Różnych (wraz z budynkiem sali gimnastycznej), budynek przy ulicy Lwowskiej 9 (tzw. "Słoneczko"), dawny dom parafialny mieszczący obecnie Cech Rzemiosł Różnych, dawny dom plebanii (dziś urząd stanu cywilnego) oraz kamienice przy ulicy Wileńskiej 13, 15, 17, 19 i 21, a także kamienica narożna przy ulicy Wojska Polskiego 15. Poniżej krótka charakterystyka obiektów znajdujących się przy ulicy wyjąwszy bloki mieszkalne, budynek SM Nowoczesna oraz gmach Szkoły Muzycznej nie będących ze względu na uboższą formę architektoniczną przedmiotem opisu w opracowaniach:
Kamienica przy ul. Wojska Polskiego 15 (róg Wileńskiej) – czterokondygnacyjny budynek w stylu eklektycznym z elementami neobaroku. Posiada zachowany detal architektoniczny. Parter jest boniowany, wyżej zaś kamienica jest otynkowana. W narożniku trzykondygnacyjny wykusz. Naczółki okien są półkoliste i odcinkowe. Płyciny podokienne oraz szczyty posiadają dekoracje o motywach geometrycznych i roślinnych. Fasada jest bogato zdobiona dekoracjami o motywach geometrycznych, roślinnych, muszli i pilastrów. Wypełniają one naczółki Portal wejściowy zdobiony jest pilastrami, trójkątnym naczółkiem oraz wieńcami laurowymi, wstęgami, girlandami i kartuszem. Od strony ul. Wileńskiej znajduje się dwukondygnacyjna przybudówka.
Budynek przy ul. Wileńskiej 6 – oddawany był stopniowo do użytku w latach 1932 i 1934, zbudowany w stylu modernistycznym. Znajduje się w linii zabudowy ulicy. Jest to czterokondygnacyjna budowla założona na planie prostokąta. Fronton wieloosiowy z widocznym płaskim ryzalitem. Elewacje licowane czerwoną cegłą klinkierową. W budynku mieści się Zespół Szkół Budowlanych i Rzemiosł Różnych. Obok znajduje się sala gimnastyczna z 1894 roku bez charakterystycznych cech stylowych.
Dom dawnej plebanii ul. Wileńskiej 7 – wybudowany w latach 1909–1911 na podstawie projektu Jürgena Krögera w stylu półmodernistycznym. Obecnie wolno stojący. Jest to dwukondygnacyjny budynek wybudowany na planie prostokąta. Dom murowany z czerwonej cegły, z tynkowanymi elementami dekoracyjnymi. W elewacji frontowej znajduje się ozdobny portal, półkoliście zamknięty, który flankują jońskie kolumny z kapitelami. Nad portalem okno, tzw. oculus. Przed budynkiem stoi jedyna w Raciborzu zachowana do dziś dawna latarnia gazowa (obecnie przerobiona na elektryczną). W elewacji bocznej widoczny ryzalit. Elewacje zdobione są płycinami. Budynek pokryty mansardowym dachem. Mieści się w nim urząd stanu cywilnego.
Budynek przy ul. Wileńskiej 8 – powstał w 1908 roku w stylu neogotyckim. Jest to murowana z czerwonej cegły klinkierowej, czterokondygnacyjna budowla założona na planie prostokąta. Widoczne proste detale architektoniczne. Posiada dekoracyjne elementy z cegły glazurowanej. W elewacjach widoczne ryzality. W elewacji frontowej zdwojony, prostokątny ryzalit, zwieńczony trójkątnym szczytem ozdobiony ornamentem uskokowym i trzema krenelażami. Mieści Zespół Szkół Zawodowych.
Dawny dom parafialny przy ul. Kilińskiego 2 – wybudowany po 1911 roku w stylu półmodernistycznym. Obecnie wolno stojący. Posiada dwie kondygnacje. Pod względem architektonicznym podobny do budynku plebanii. Dom murowany z czerwonej cegły, z tynkowanymi elementami dekoracyjnymi. W elewacji frontowej prostokątny ryzalit, a w elewacji tylnej widoczne dwa ryzality. W budynku znajduje się siedziba Cechu Rzemiosł Różnych.
Kamienica przy ul. Wileńskiej 13 – powstała w latach 1906–1910 w stylu eklektycznym z elementami secesji. Znajduje się w linii zabudowy ulicy. Jest to czterokondygnacyjny budynek z zachowanym detalem architektonicznym. Od zaplecza kamienica jest zmodernizowana. Parter jest boniowany. Elewację frontową zdobi dwukondygnacyjny, prostokątny wykusz wsparty na kroksztynach oraz boniowane lizeny. W płycinach podokiennych, a także w naczółku okna w wykuszu znajduje się dekoracja geometryczno-roślinna. Portal wejściowy jest półkolisty, profilowany i ozdobiony kluczem w formie kobiecej głowy.
Kamienica przy ul. Wileńskiej 15 – powstała w latach 1906–1910 w stylu eklektycznym z elementami secesji. Znajduje się w linii zabudowy ulicy. Jest to czterokondygnacyjny budynek z zachowanym detalem architektonicznym. Od zaplecza kamienica jest zmodernizowana. Parter jest boniowany, reszta tynkowana. W elewacji frontowej dwa trzykondygnacyjne wykusze wsparte na kroksztynach, z dołączonymi balkonami. Balustrady balkonów zdobione są dekoracjami o motywach geometryczno-roślinnych, a brama wejściowa flankowana jest pilastrami.
Kamienica przy ul. Wileńskiej 17 – powstała w latach 1906–1910 w stylu eklektycznym z elementami secesji. Znajduje się w linii zabudowy ulicy. Jest to czterokondygnacyjny budynek z zachowanym detalem architektonicznym. Od zaplecza kamienica jest zmodernizowana. Parter kamienicy jest boniowany, wyższe partie zaś tynkowane. W elewacji frontowej duży, dwukondygnacyjny, prostokątny wykusz. Obramienia okien na trzeciej kondygnacji są półkoliście zamknięte i ozdobione głowami lwów. Dekoracje geometryczno-roślinne widoczne są głównie na wykuszu. Portal flankowany jest lizenami udekorowanymi dodatkowo roślinnymi motywami, nad nim zaś mieści się półkoliste nadświetle z profilowanym laskowaniem.
Kamienica przy ul. Wileńskiej 19 – powstała w latach 1906–1910 w stylu eklektycznym z elementami secesji. Znajduje się w linii zabudowy ulicy. Jest to czterokondygnacyjny budynek z zachowanym detalem architektonicznym. Od zaplecza kamienica jest zmodernizowana. Parter jest boniowany. Fasada bogato zdobiona dekoracjami geometrycznymi i florystycznymi. W centrum elewacji frontowej ryzalit zakończony szczytem o falistych liniach. Ryzalit pogrubiony jest półkolistym wykuszem na drugiej i trzeciej kondygnacji. Po lewej stronie przylega do ryzalitu kolejny wykusz. Po przeciwnej stronie budynku także istnieje ryzalit, zwieńczony daszkiem.
Kamienica przy ul. Wileńskiej 21 – powstała w latach 1906–1910 w stylu eklektycznym z elementami secesji. Znajduje się w linii zabudowy ulicy. Jest to czterokondygnacyjny budynek z zachowanym detalem architektonicznym. Od zaplecza kamienica jest zmodernizowana. Parter jest boniowany, wyższe kondygnacje zaś tynkowane. Elewacja frontowa wyróżnia się niesymetrycznie usytuowanym ryzalitem z falistym szczytem i przystającymi do ryzalitu od lewej strony loggiami. Nad wejściem umieszczone jest ozdobne nadświetle. Fasada zdobiona jest dekoracjami geometrycznymi, roślinnymi i antropomorficznymi.
Budynek przy ul. Lwowskiej 9 – powstał w latach 30. XX wieku i nawiązuje do stylu modernistycznego. Nazywany jest potocznie „Słoneczkiem” od symbolu słońca, który wymalowany był na frontowej ścianie budynku. Jest to czterokondygnacyjny budynek wybudowany na planie prostokąta. Posiada proste formy architektoniczne. Całość pokrywa dwuspadowy dach. Wykorzystywany jest przez raciborską PWSZ.

## Instytucje
Przy ulicy Wileńskiej mieszczą się następujące instytucje: Cech Rzemiosł Różnych, urząd stanu cywilnego, Zespół Szkół Budowlanych i Rzemiosł Różnych, Zespół Szkół Zawodowych, Państwowa Szkoła Muzyczna I stopnia, budynek administracyjny Spółdzielni Mieszkaniowej Nowoczesna oraz budynek należący do raciborskiej Państwowej Wyższej Szkoły Zawodowej.

### Spółdzielnia Mieszkaniowa Nowoczesna

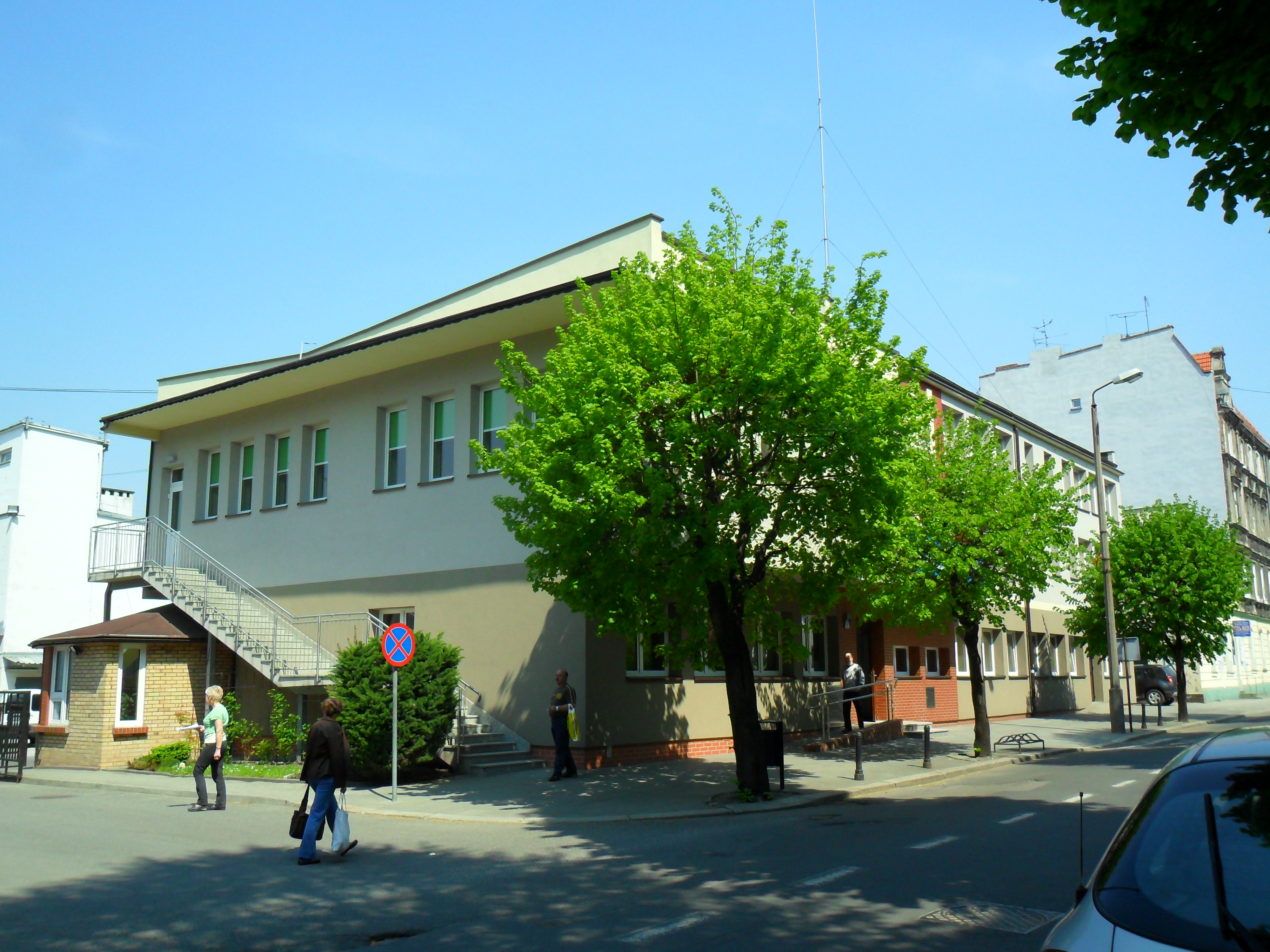
Budynek administracyjny SM Nowoczesna

W budynku przy ulicy Wileńskiej 3, znajdującym się na terenie dawnych ogrodów aptekarza Franka, w których uprawiano zioła do produkcji lekarstw mieści się budynek administracyjny Spółdzielni Mieszkaniowej Nowoczesna. Spółdzielnia ta dysponuje największą ilością mieszkań na terenie miasta, będąc w posiadaniu ponad 6300 lokali o łącznej powierzchni około 333 000 m², jedną trzecią ze wszystkich mieszkań, jakie znajdują się w Raciborzu.

### Cech Rzemiosł Różnych

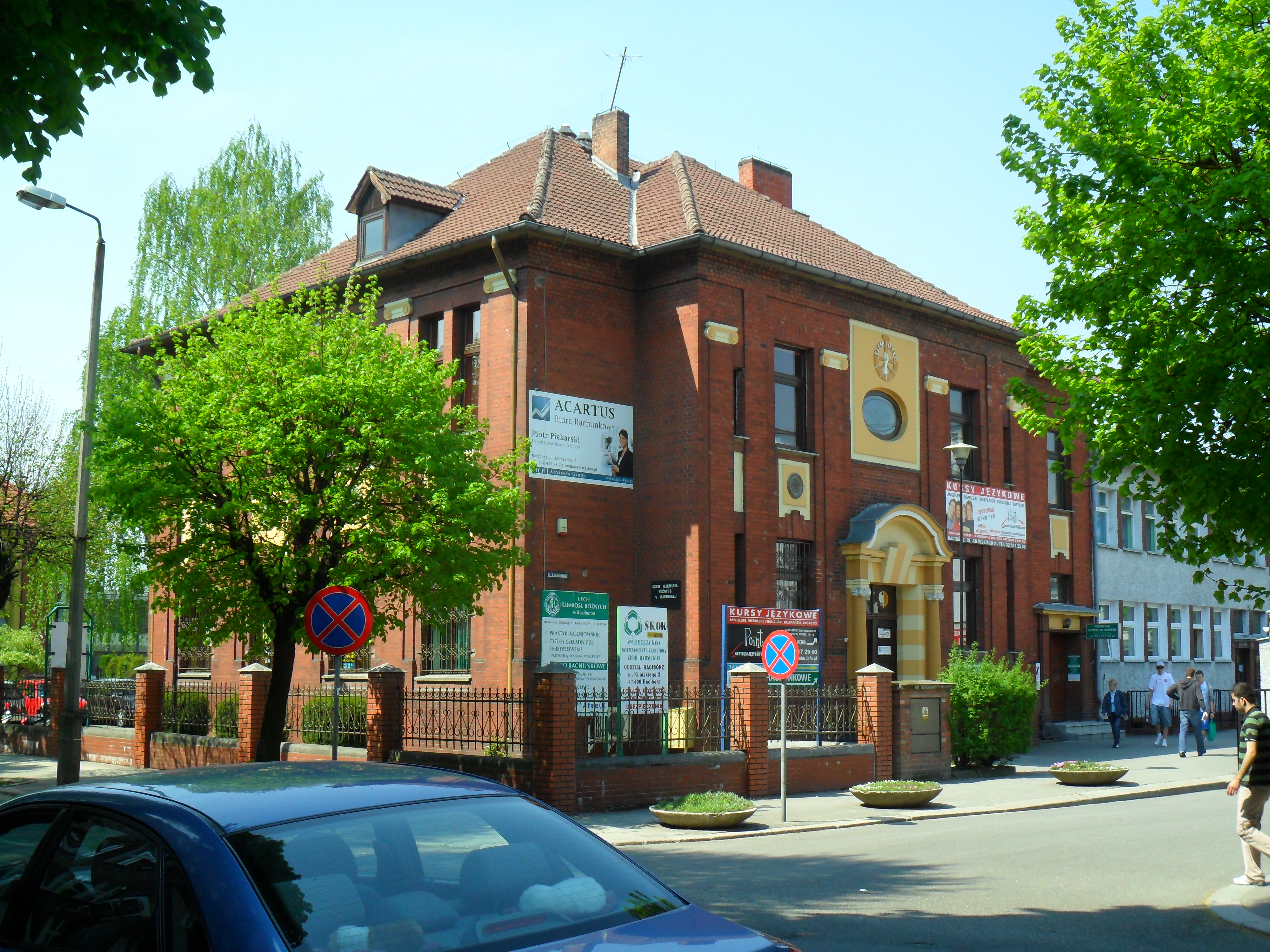
Dawny dom parafii ewangelickiej, obecnie siedziba Cechu Rzemiosł Różnych

Cech Rzemiosł Różnych, wraz z kilkoma innymi instytucjami mieści się w budynku dawnego domu parafii ewangelickiej przy ulicy Kilińskiego 2. Budynek ten powstał po 1911 roku. W 1945 roku dom uległ pożarowi. W 1957 roku Cech Rzemiosł Różnych, mając zamiar wprowadzić się do niego, przystąpił do odbudowy, którą zakończono w 1961 roku. Na budynku umieszczono tablicę pamiątkową z napisem: „Dom Rzemiosła imienia Jana Kilińskiego, wybudowany przez rzemiosło raciborskie w latach 1957–61 dla uczczenia 1000-lecia Państwa Polskiego.” Przy okazji zmieniono nazwę krótkiej ulicy, zwanej wcześniej Czarną, na rogu której znajduje się dom, nadając jej Jana Kilińskiego za patrona.
Organizacja cechowa w Raciborzu pojawiła się prawdopodobnie już w 1217 roku, pierwsza źródłowa wzmianka o raciborskich cechach pochodzi zaś z 1267 roku. Odtąd organizacje te niezmiennie funkcjonowały i nie przeszkodziło im nawet wprowadzenie całkowitego zniesienia przynależności cechowej w 1869 roku. Po wojnie także zorganizowano w Raciborzu cechy, a pierwsze zebranie odbyło się już 22 czerwca 1945 roku. Początki rządów komunistycznych przyniosły wiele działań ze strony władz w kierunku zlikwidowania prywatnej inicjatywy oraz upaństwowienia produkcji rzemieślniczej. Od roku 1953 sytuacja cechów zaczęła się poprawiać. W 1957 roku przystąpiono do odbudowy dawnego domu parafii ewangelickiej, który postanowiono obrać za siedzibę raciborskiego rzemiosła. Uroczyste otwarcie nowej siedziby, w której cech działa do dziś nastąpiło 16 lipca 1961 roku.

### Urząd stanu cywilnego

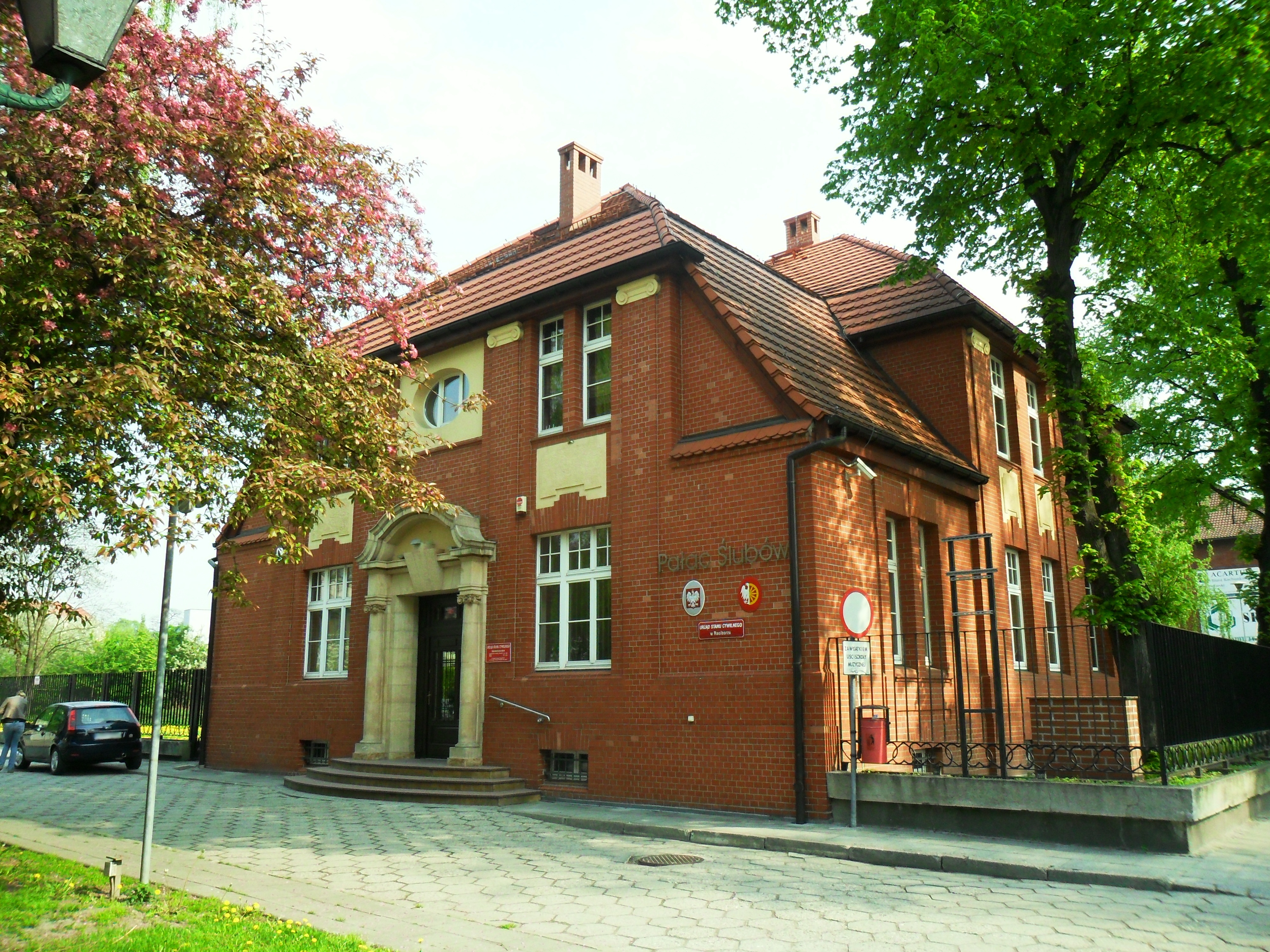
Budynek urzędu stanu cywilnego

Budynek urzędu stanu cywilnego przy ulicy Wileńskiej 7 powstał wraz z kościołem ewangelickim jako budynek plebanii. Funkcję tę pełnił do 1945 roku. Po wojnie, podczas której obiekt nie ucierpiał, został zaadaptowany na mieszkania, odbywały się w nim także nabożeństwa ewangelików, które przeniesiono potem do kaplicy na cmentarzu ewangelickim przy ulicy Starowiejskiej. W połowie lat 60. XX wieku wykwaterowano mieszkańców, a 22 lipca 1969 roku do budynku przeniesiono urząd stanu cywilnego. W 2005 roku przeszedł na własność miasta, co pozwoliło na dokonanie w latach 2006–2007 modernizacji. Parafia ewangelicka otrzymała w zamian budynek po dawnym przedszkolu przy ulicy Warszawskiej 5.
Urząd stanu cywilnego w Raciborzu powstał w 1874 roku, wraz z wprowadzeniem w Niemczech jednolitej rejestracji stanu cywilnego. Początkowo był to jednoosobowy urząd, a pierwszym urzędnikiem był ówczesny burmistrz miasta, Robert Schramm. Pierwszy wpis do księgi stanu cywilnego dotyczył zgonu i miał miejsce 2 października 1874 roku. Z czasem rejestrację zaczęli prowadzić inni urzędnicy. Urząd mieścił się wtedy w nieistniejącym już ratuszu na rynku. Po II wojnie światowej polskie władze ulokowały nową siedzibę magistratu, a także urzędu stanu cywilnego przy ulicy Batorego 6, w budynku po dawnej fabryce czekolady Franciszka Sobtzicka. W latach 60. XX wieku zaczęto szukać nowej lokalizacji dla urzędu, ponieważ w Urzędzie Miasta nie było stosownych pomieszczeń do organizacji ślubów. Wybór padł na budynek po dawnej plebanii ewangelickiej, dokąd przeniesiono urząd 22 lipca 1969 roku.

### Zespół Szkół Budowlanych i Rzemiosł Różnych

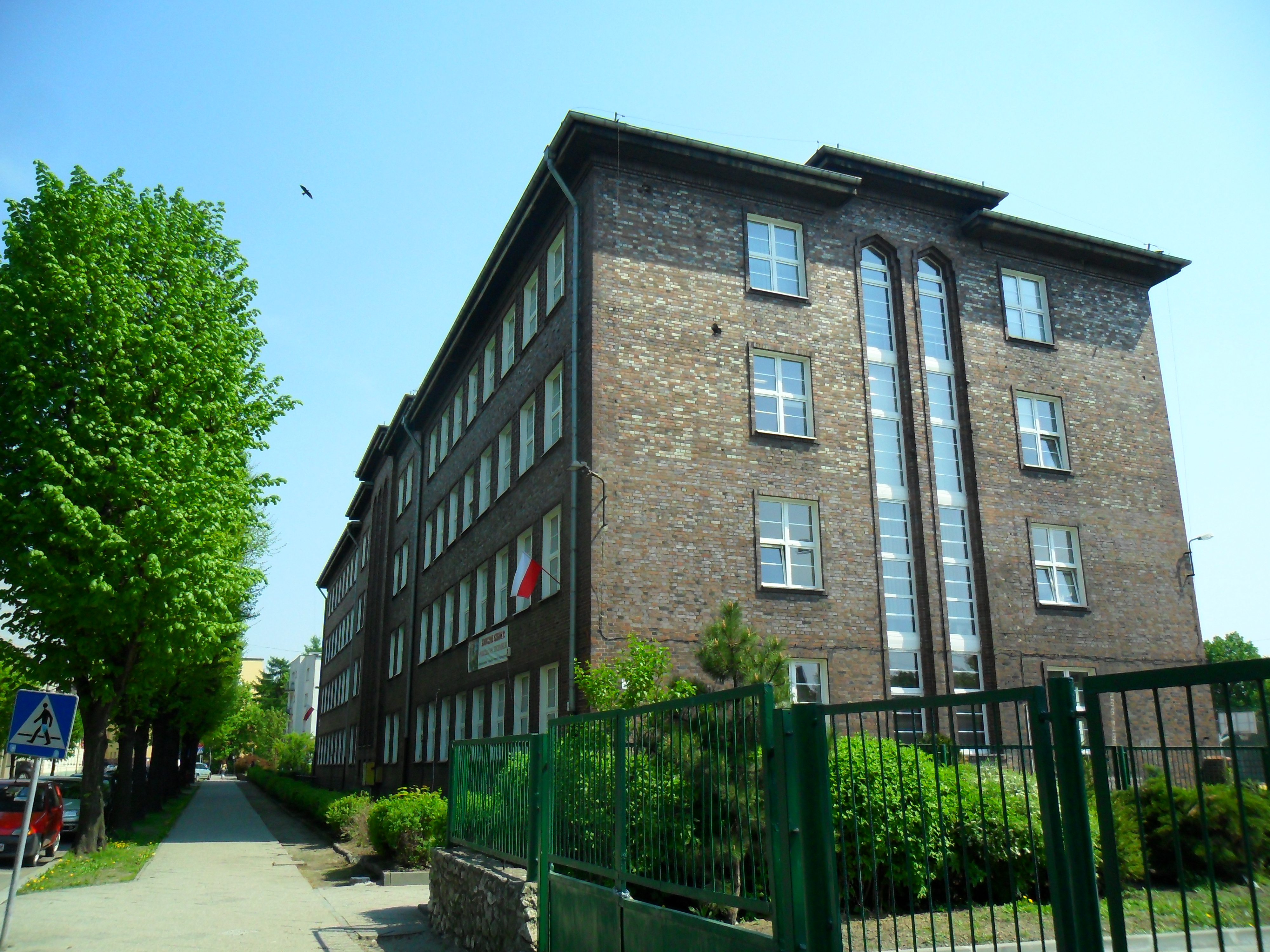
Budynek Zespołu Szkół Budowlanych i Rzemiosł Różnych

Budynek szkolny przy ulicy Wileńskiej 6, który powstał dzięki inicjatywie Adolfa Kaschnego, został oddawany do użytku stopniowo, w 1932 roku i 1 kwietnia 1934 roku. Początkowo mieścił trzy szkoły zawodowe: rzemieślniczą (Gewerbliche Berufsschule), kupiecką (Kaufmännische Berufschule), dla drogistów (Drogistenfachschule) oraz Wyższą Szkołę Handlową (Höhere Handelsschule) i Miejską Szkołę Handlową (Städtische Handelsschule). Budynek wyposażono w schron przeciwlotniczy, a w roku 1944 urządzono w nim wojskowy lazaret. Pod koniec II wojny światowej jeden z narożników został zniszczony przez bombę. Polskie władze przejęły budynek 24 czerwca 1945 roku. Pierwsze zajęcia odbyły się jeszcze 15 października tego samego roku, a 1 września kolejnego roku uruchomiono klasę stolarską oraz dwie klasy dokształcające z różnych zawodów. Przez lata w budynku mieściło się wiele rodzajów szkół. Obecnie mieszczą się tam: Technikum Nr 2, Technikum Uzupełniające Nr 2 dla Dorosłych, Zasadnicza Szkoła Zawodowa Nr 2 oraz Szkoła Policealna Nr 2. Do szkoły należy także powstała w 1894 roku sala gimnastyczna znajdująca się przed wejściem do budynku. Przed powstaniem szkoły służyła jako miejska hala sportowa.

### Zespół Szkół Zawodowych

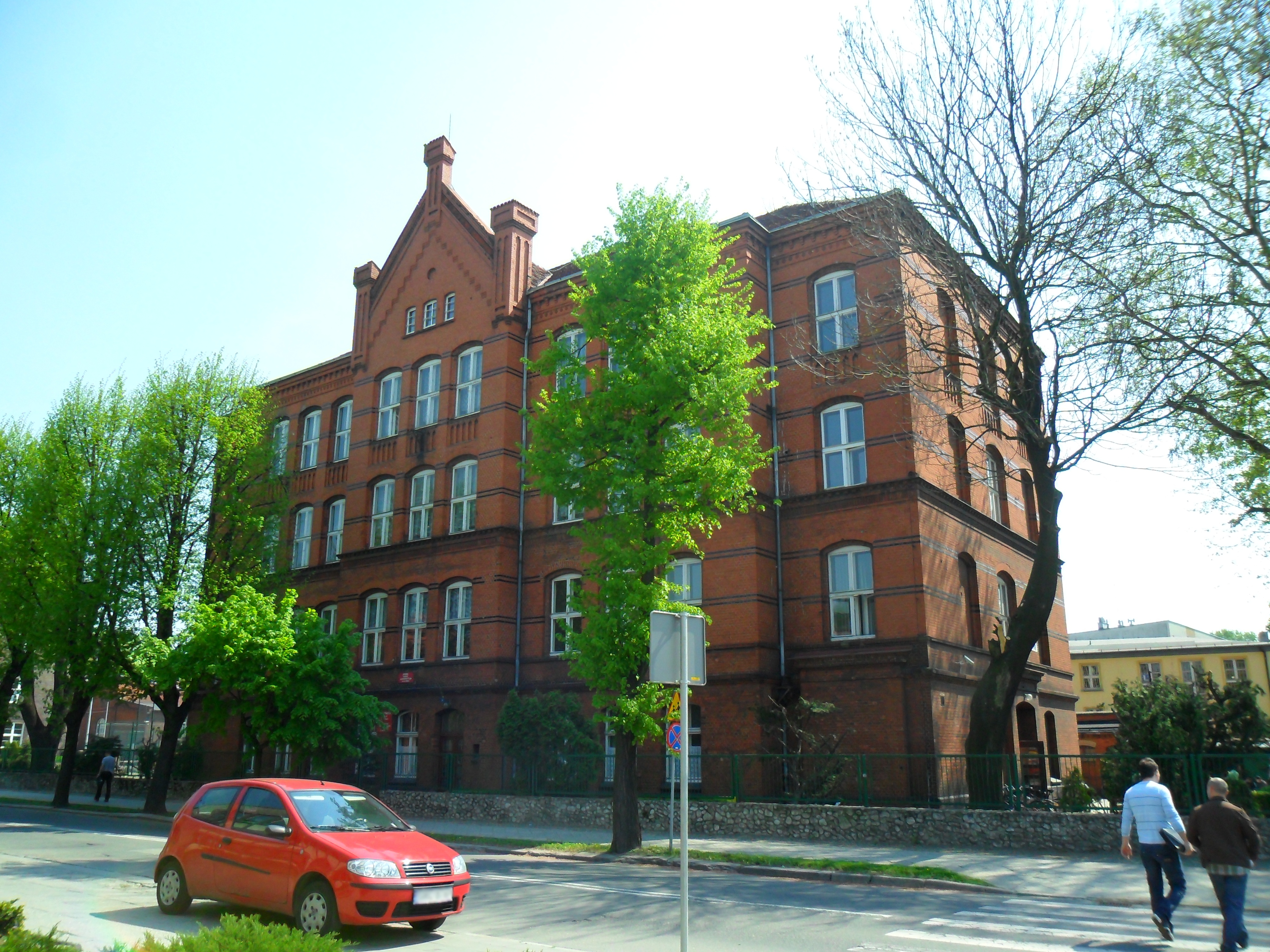
Budynek Zespołu Szkół Zawodowych

Budynek przy ulicy Wileńskiej 8, na rogu przy rondzie z ulicą Ogrodową powstał w 1908 roku jako 7-oddziałowa szkoła powszechna, nazwana wtedy Hohenzollernschule. W 1945 roku budynek uległ poważnym uszkodzeniom, został jednak odbudowany. 1 września 1963 roku utworzono w nim Zasadniczą Szkołę Zawodową. 1 września 1991 roku powstał Zespół Szkół Zawodowych, który skupia obecnie Technikum Nr 3 oraz Zasadniczą Szkołę Zawodową Nr 3. Do szkoły należy zespół boisk sportowych powstały w 2010 roku w ramach projektu Orlik 2012.

### Państwowa Szkoła Muzyczna I stopnia im. Stanisława Moniuszki

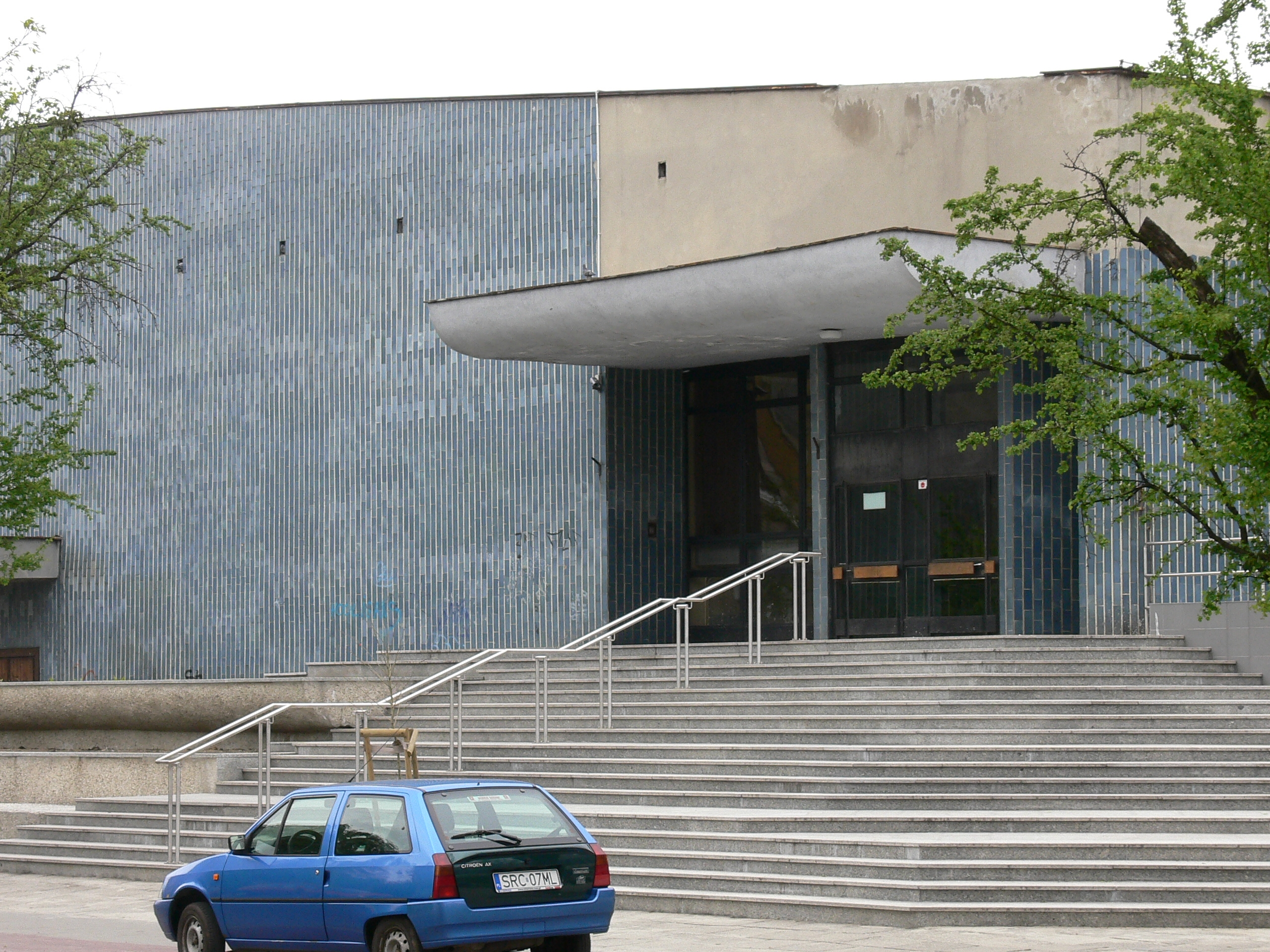
Państwowa Szkoła Muzyczna w Raciborzu

Gmach mieszczący się przy ulicy Ogrodowej 7, ciągnący się wzdłuż tej ulicy od skrzyżowania z ulicą Klasztorną do ronda z Wileńską mieści Państwową Szkołę Muzyczną I stopnia. Kamień węgielny pod jego budowę położono 14 lipca 1973 roku, a 1 września 1978 roku oddano go do użytku. Wcześniej na miejscu szkoły stał rozebrany w latach 60. XX wieku kościół ewangelicki.
Początki raciborskiej szkoły muzycznej sięgają lat 50. XX wieku. 7 lutego 1955 roku, z inicjatywy Emila Pogody rozpoczęło swą działalność Społeczne Ognisko Muzyczne. Początkowo mieściło się w budynku Zespołu Szkół Ekonomicznych. W sierpniu 1955 roku zostało przeniesione na ulicę Drzymały, gdzie 1 września 1961 roku powstała także Państwowa Szkoła Muzyczna. Rozwój szkoły spowodował, że dotychczasowe pomieszczenia stały się niewystarczające, stąd zaczęto czynić starania o budowę nowej siedziby, do której wprowadzono się 1 września 1978 roku. 23 listopada 2001 roku szkole nadano imię Stanisława Moniuszki. Szkoła kształci w dwóch cyklach – sześcioletnim, dla dzieci w wieku od 6 do 9 lat oraz czteroletnim, dla młodzieży w wieku od 10 do 16 lat. W budynku mieści się także sala koncertowa dla 341 widzów.

### „Słoneczko”

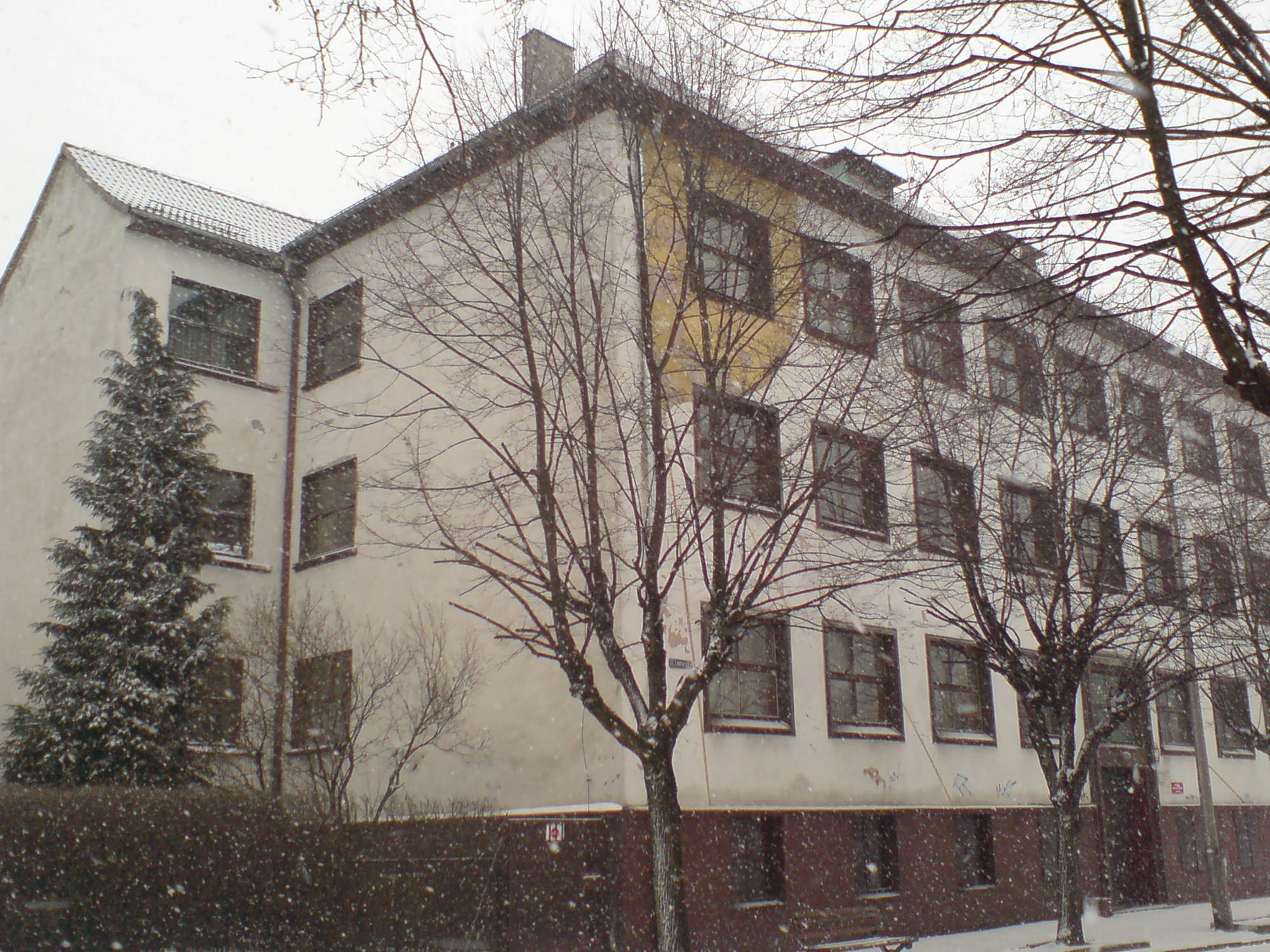
Popularne „Słoneczko”. Na zdjęciu z 2009 roku widoczne nieistniejące już dzisiaj Słońce namalowane na ścianie budynku.

Budynek przy ulicy Lwowskiej 9 (na rogu Wileńskiej – po wschodniej stronie), nazywany popularnie „Słoneczkiem” (zawdzięcza to nieistniejącemu już dziś, namalowanemu w lewym górnym rogu ściany frontowej symbolowi Słońca) powstał w latach 30. XX wieku z przeznaczeniem na urzędy – urząd katastralny, państwowy nadzór budowlany i państwową kasę powiatową. We wnętrzach znajdowały się specjalne pomieszczenia do przechowywania dokumentacji geodezyjnej. II wojna światowa nie spowodowała szkód w budynku. Pod koniec lat 50. XX wieku przeniesiono zasoby dokumentacji geodezyjnej do budynku przy ulicy Drzymały 32, mieszczącego dziś Urząd Skarbowy. Obiekt przeznaczono wówczas na internat. 1 września 1988 roku rozpoczęła w nim działalność Szkoła Podstawowa nr 17, do której przeniesiono część uczniów ze Szkoły Podstawowej nr 15. Z powodu niżu demograficznego szkoła miała jednak problemy z tworzeniem nowych klas. W 1995 roku przekształcono ją w filię Szkoły Podstawowej nr 15, a w 1999 roku zaprzestano działalności. Następnie w budynku działała szkoła niepubliczna, a obecnie służy on raciborskiej Państwowej Wyższej Szkole Zawodowej.

## Plan

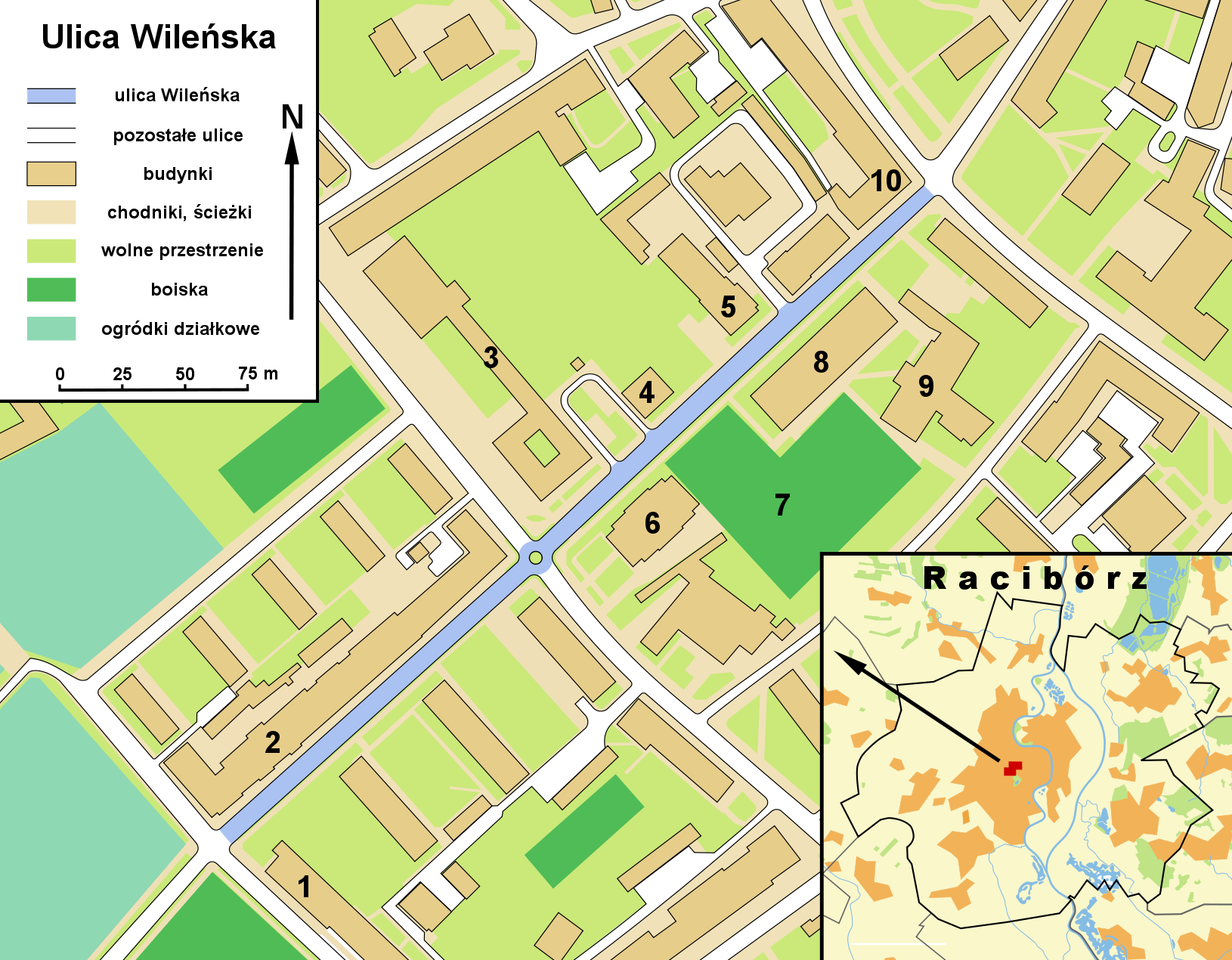
Plan ulicy Wileńskiej. Ulica Wileńska zaznaczona jest kolorem niebieskim. Objaśnienia:
1. „Słoneczko”
2. Kamienice przy ulicy Wileńskiej 13–21
3. Państwowa Szkoła Muzyczna I stopnia
4. Urząd stanu cywilnego
5. Cech Rzemiosł Różnych
6. Zespół Szkół Zawodowych
7. Orlik 2012
8. Zespół Szkół Budowlanych i Rzemiosł Różnych
9. Sala gimnastyczna przy Zespole Szkół Budowlanych i Rzemiosł Różnych
10. Kamienica przy ulicy Wojska Polskiego 15